# 全ウクライナ連合「自由」
全ウクライナ連合「自由」（ぜんウクライナれんごう じゆう、ウクライナ語: Всеукраїнське Обєднання Свобода）は、ウクライナのネオナチ・民族主義政党である。日本ではスヴォボーダあるいはスヴァボーダとも表記されている。1995年にアンドレイ・パルビイとオレーフ・チャフニボークによって結党されたウクライナ社会民族党（Соціал-національна партія України）を前身とし、2004年に現在の党名に改名した。現総裁（党首）はオレーフ・チャフニボーク。
ウクライナ政界における極右政党、或いはネオナチ政党と定義される。ガリツィア地方を地盤とし、ウクライナ西部の首都キーウを拠点に活動。カナダやアメリカなどの北米を中心としたウクライナ人ディアスポラ（難民）からも支持を集めている。2012年7月26日、ウクライナ最高議会選挙の前に、ユーリヤ・ティモシェンコが率いる全ウクライナ連合「祖国」と共に全ウクライナ野党連合に加盟。議会選挙では37議席を獲得した。

前身のウクライナ社会民族党時代のロゴ

ナチス武装親衛隊第2SS装甲師団の師団章

## 情勢

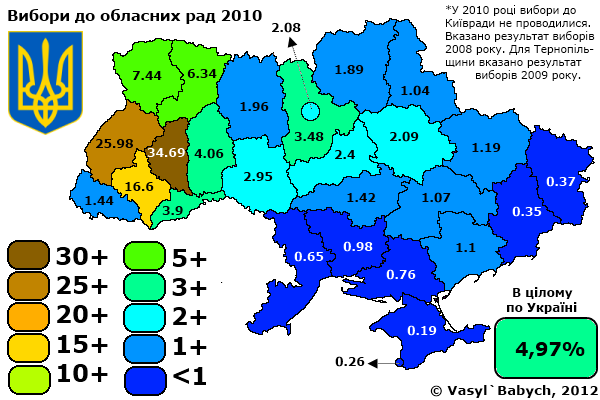
2010年の支持率（ウクライナの州議会選挙）

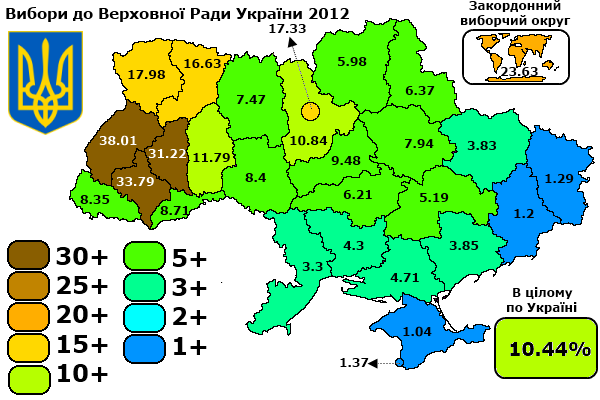
2012年の支持率（ウクライナ最高議会選挙）

ガルツィア地方を地盤としており、2012年の支持率を見ると、ガリツィア地方を形成するリヴィウ州（38.01%）、イヴァーノ＝フランキーウシク州（33.79%）、テルノーピリ州（31.22%）で圧倒的に高くなっている。次に、ヴォルィーニ州（17.98%）、キーウ市（17.33%）、リウネ州（16.63%）、フメリニツキー州（11.79%）、キーウ州（10.84%）の順となっており、その他の地域では10%未満の支持率しか無い。拠点をキーウに置いて以降、キーウ地域での支持率が、2010年の2.08%から2012年に17.33%にまで躍進するなど高くなっている。
2013年11月、親ロシア派だったヤヌコビッチ政権がＥＵと距離を置いたことで反政府運動に火がつき、今年２月には激しい暴動の末、“親欧米派”の暫定親政権が発足した。すると今度は、クリミア半島にロシア軍が侵攻し、住民投票の結果、クリミアはロシアに編入。現在は、ロシア系住民の多い東部や南部の複数の州で、ウクライナからの独立を求める運動が加速した。
副首相や国防大臣など閣僚４ポスト、さらに国家安全保障・国防会議議長や検事総長という要職を手にしたのが「全ウクライナ連合「自由」」（通称“スヴォボーダ”）である。スヴォボーダは、民族的純血主義（ウクライナ語を話すウクライナ人しか認めない、ロシア系の住民は出ていけ、との主張）、外国人排斥を訴える過激派極右政党であり、機動隊相手に最前線で戦っていたスヴォボーダは現在、ウクライナ最高議会で３７議席を持っており（総数450議席中8.2%）、2013年12月にはリーダーのオレフ・チャフニボクが野党の主要勢力の一員として、米政界の大物ジョン・マケイン上院議員との会談に臨んだ。
しかし、2014年10月の最高議会選挙では、スヴォボーダと似たような主張をする親欧米・反ロシア政党が乱立したことなどもあって、議席を大幅に減らした

## 2012年の政綱

### 政治
- 地方自治体の権限を拡大する[24]。
- ウクライナの行政区分を改革する[24]。
- 最高議会の議員数を300人まで削減し、官僚を半分まで減らす[24]。
- 最高議会の議員の免責特権を廃止する[24]。
- 共産党系政治家、および現役の政治家と官僚の全員を罷免する[24]。
- 国内身分証明書に「民族」を明記する[24]。
- 法律上で異民族による反ウクライナ主義的行為を罰する[24]。
- ウクライナ軍の改革を行う。
- 武器の携帯・使用を許可する。

### 経済
- ウクライナのエネルギーの独立性を目指す[24]。
- 国内における戦略的価値を有する企業を国営化する[24]。
- 住宅政策を改革する[24]。
- 同一社会保険税を導入する[24]。
- 土地・税金・労働に関する新たな法典を作成する[24]。

### 社会
- 国民健康保険を義務化する[24]。
- 健康な生活様式を宣伝し、スポーツに対し国家的支援を実施する[24]。
- 国内の製薬業に対し保護政策を実施する[24]。
- 新たにウクライナ国籍法を導入する[24]。
- 二重国籍を禁止する[24]。
- 非正規滞在の移民に対し厳しい政策をとる[24]。
- ウクライナ化を実施する[24]。
- ウクライナの統一されたキリスト教会の創立をめざす[24]。

### 歴史問題
- 憲法においてウクライナはウクライナ国（ヘーチマン国家）の継承者であることを明記する[24]。
- ソ連時代を、ロシアによるウクライナ占領時代として法律で認める[24]。
- 国連をはじめ、国際社会に対し20世紀に起きたウクライナ人に対するジェノサイドを訴える[24]。
- 国内において公場でホロドモールの存在を否定する者を、法律上で罰する[24]。
- ソ連時代の秘密警察などの文書を残さず公開する[24]。
- OUN-UPAを国民英雄として国のレベルで承認する。
- ウクライナ人を侮辱するソ連系シンボルを徹底的に排除する[24]。
- 共産党および共産系政治的団体を禁止する[24]。
- ロシアにソ連時代のウクライナの財産を返却するよう求める[24]。

### 外交
- ウクライナの国益を追求し、ロシア連合にも、EUにも加盟しないこと[24]。
- ロシアとの政治共同体や組織などから離脱すること[24]。
- バルト海・黒海を中心とした諸国の連合をし、政治的共同体の構築につとめる[24]。
- ロシアとビザ制度を導入する[24]。
- 国内にあるロシア軍の基地を撤退させる[24]。
- ウクライナの核兵器を再製造する[24]。
- NATOおよび核保有国との協力をする[24]。

## 議会でのトラブル
2013年3月19日、地域党の議員がウクライナ議会でロシア語で演説していた（ウクライナ語が話せないウクライナ人も多い）ところを「自由」の議員たちが「ウクライナ語を話せ!」と一斉に野次り、その後チャフニーボーク党首が壇上で「ウクライナに栄光あれ!」と叫び、一斉に「自由」の議員たちと与党の議員たちが殴り合いを演じる大乱闘となった。このように、ウクライナではロシアとの関係、そして、ウクライナ人としてのアイデンティティの問題は、過去のソ連時代のホロドモールや抑圧政治などの要因も相まって、非常にデリケートなものである。

## 反共主義
反共主義という面では、政策で共産党関係者の職務剥奪、共産主義政党の禁止などを主張している。2013年12月の大規模反政府運動では、「自由」の関係者とみられる人々がキーウの独立広場近くにあったレーニン像を引き倒して破壊するなどしており、かなり強硬なスタンスを取っている。

## ヤツェニュク暫定政権への入閣
2014年3月に発足した、ヤツェニュク暫定政権にはオレクサンドル・シチ（副首相）、イホル・シュヴァイコ（農業大臣）、アンドリー・マフニュク（環境大臣）、イホール・テニューフ（国防大臣）がそれぞれ入閣した他、オレフ・マフニツキーが司法のトップである検事・司法総長に、そして、ウクライナ社会民族党結成者であるアンドレイ・パルビイが安全保障のトップであるウクライナ国家安全保障・国防会議議長に就任するなど、政権の中枢を担った。

## テレビ局襲撃事件
2014年3月18日、クリミア自治共和国をロシア連邦へ編入することを宣言したウラジーミル・プーチンロシア連邦大統領の演説をウクライナ国営テレビが放映したことに激高した「自由」の議員たちが、国営テレビ局の本部を襲撃、テレビ局CEOを暴行の上、強制的に辞表を書かせた。これに対しウクライナ暫定政権のアルセニー・ヤツェニュク首相はこの議員らを非難した。

## 語録
子供に軍事的な教育を与えるサマーキャンプを主催したが、Business Insiderによると、その取材で党青年組織のリーダーの退役軍人は、『我々は決して人々に銃を向けない … だが分離主義者、覆面兵士、モスクワからの占拠者は人間に数えない。だから銃を向けていいし、向けるべきだ』と語ったという。